# Ritratto di Filippo IV da giovane
Ritratto di Filippo IV da giovane è un dipinto a olio su tela (201x102 cm) realizzato nel 1624 circa dal pittore Diego Velázquez; ritrae il volto di Filippo IV di Spagna
È conservato nel Museo del Prado.
Si tratta di uno dei primi ritratti di Velázquez dopo la sua nomina di pittore di corte a Madrid nel 1623.